# Салкынколь
Салкынколь (каз. Салқынкөл) — село в районе имени Габита Мусрепова Северо-Казахстанской области Казахстана. Административный центр Салкынкольского сельского округа. Код КАТО — 596658100.

## География
Расположено на берегу реки Акканбурлык.

## Население
В 1999 году численность населения села составляла 841 человек (430 мужчин и 411 женщин). По данным переписи 2009 года, в селе проживало 469 человек (227 мужчин и 242 женщины).